# José Chaves (futbolista)
José Carlos Chaves Innecken (Atenas, 3 de septiembre de 1958) es un exfutbolista costarricense que se desempeñaba como defensor central. Representó a la selección de Costa Rica entre 1988 y 1990.

## Selección nacional
Chaves renunció al equipo nacional ya que no estaba contento con el entrenador Marvin Rodríguez. Para su suerte los malos resultados del seleccionado provocaron que la Federación Costarricense de Fútbol reemplazara a Rodríguez por un entrenador con carácter para disciplinar a los jugadores semi-profesionales y sobre todo experiencia mundialista, el elegido fue el serbio Bora Milutinović, quien inmediatamente volvió a convocar a Chaves.

### Participaciones en Copas del Mundo
Participó del mundial de Italia 90 siendo uno de los miembros más antiguos de la escuadra nacional. Chaves escribió un diario personal donde plasmó las sensaciones del equipo durante su estadía en el torneo, jugó como titular todos los partidos y no marcó goles.
| Mundial                        | Sede   | Resultado        | PJ | Goles |
| ------------------------------ | ------ | ---------------- | -- | ----- |
| Copa Mundial de Fútbol de 1990 | Italia | Octavos de final | 4  | 0     |

## Palmarés

### Títulos nacionales
| Título                         | Equipo            | País       | Año  |
| ------------------------------ | ----------------- | ---------- | ---- |
| Primera División de Costa Rica | L. D. Alajuelense | Costa Rica | 1980 |
| Primera División de Costa Rica | L. D. Alajuelense | Costa Rica | 1983 |
| Primera División de Costa Rica | L. D. Alajuelense | Costa Rica | 1984 |
| Primera División de Costa Rica | C. S. Herediano   | Costa Rica | 1993 |

### Títulos internacionales
| Título                                | Equipo                  | Sede     | Año  |
| ------------------------------------- | ----------------------- | -------- | ---- |
| Campeonato de Naciones de la Concacaf | Selección de Costa Rica | Concacaf | 1989 |